# Lista över världsrekord i simning

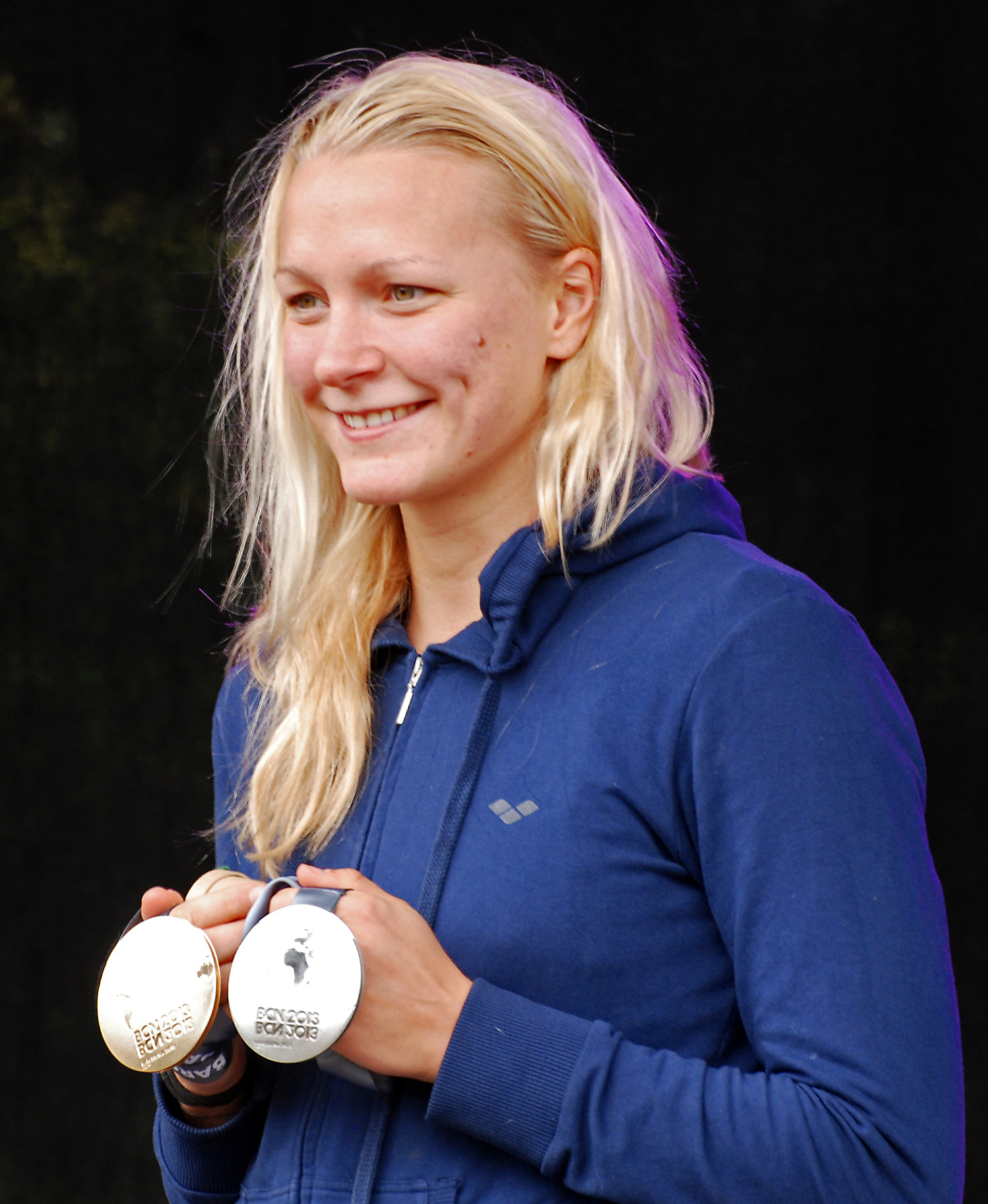
Sarah Sjöström har för tillfället 3 st världsrekord.

Det här är en lista över världsrekord i simning. För att räknas som officiella måste världsrekord först godkännas av FINA.

## Långbana (50 m)

### Män
| Gren            | Rekord   | Rekordinnehavare                                                                              | Land           | Datum            | Plats                |
| --------------- | -------- | --------------------------------------------------------------------------------------------- | -------------- | ---------------- | -------------------- |
| 50 m frisim     | 20,91    | César Cielo                                                                                   | Brasilien      | 18 december 2009 | São Paulo, Brasilien |
| 100 m frisim    | 46,40    | Pan Zhanle                                                                                    | Kina           | 31 juli 2024     | Paris, Frankrike     |
| 200 m frisim    | 1.42,00  | Paul Biedermann                                                                               | Tyskland       | 28 juli 2009     | Rom, Italien         |
| 400 m frisim    | 3.39,96  | Lukas Märtens                                                                                 | Tyskland       | 12 april 2025    | Stockholm, Sverige   |
| 800 m frisim    | 7.32,12  | Zhang Lin                                                                                     | Kina           | 29 juli 2009     | Rom, Italien         |
| 1500 m frisim   | 14:30.67 | Bobby Finke                                                                                   | USA            | 4 augusti 2024   | Paris, Frankrike     |
| 50 m ryggsim    | 23,55    | Kliment Kolesnikov                                                                            | Ryssland       | 27 juli 2023     | Kazan, Ryssland      |
| 100 m ryggsim   | 51,60    | Thomas Ceccon                                                                                 | Italien        | 20 juni 2022     | Budapest, Ungern     |
| 200 m ryggsim   | 1.51,92  | Aaron Peirsol                                                                                 | USA            | 31 juli 2009     | Rom, Italien         |
| 50 m bröstsim   | 25,95    | Adam Peaty                                                                                    | Storbritannien | 25 juli 2017     | Budapest, Ungern     |
| 100 m bröstsim  | 56,88    | Adam Peaty                                                                                    | Storbritannien | 21 juli 2019     | Gwangju, Sydkorea    |
| 200 m bröstsim  | 2.05,48  | Qin Haiyang                                                                                   | Kina           | 28 juli 2023     | Fukuoka, Japan       |
| 50 m fjärilsim  | 22,27    | Andrij Hovorov                                                                                | Ukraina        | 1 juli 2018      | Rom, Italien         |
| 100 m fjärilsim | 49,45    | Caeleb Dressel                                                                                | USA            | 31 juli 2021     | Tokyo, Japan         |
| 200 m fjärilsim | 1.50,34  | Kristóf Milák                                                                                 | Ungern         | 21 juni 2022     | Budapest, Ungern     |
| 200 m medley    | 1.52,69  | Léon Marchand                                                                                 | Frankrike      | 30 juli 2025     | Singapore, Singapore |
| 400 m medley    | 4.02,50  | Léon Marchand                                                                                 | Frankrike      | 23 juli 2023     | Fukuoka, Japan       |
| 4×100 m frisim  | 3.08,24  | Michael Phelps (47,51) Garrett Weber-Gale (47,02) Cullen Jones (47,65) Jason Lezak (46,06)    | USA            | 11 augusti 2008  | Peking, Kina         |
| 4×200 m frisim  | 6.58,55  | Michael Phelps (1:44,49) Ricky Berens (1:44,13) David Walters (1:45,47) Ryan Lochte (1:44,46) | USA            | 31 juli 2009     | Rom, Italien         |
| 4×100 m medley  | 3.26,78  | Ryan Murphy (52,31) Michael Andrew (58,49) Caeleb Dressel (49,03) Zach Apple (46,95)          | USA            | 1 augusti 2021   | Tokyo, Japan         |

### Kvinnor
| Gren            | Rekord   | Rekordinnehavare                                                                                        | Land       | Datum           | Plats                |
| --------------- | -------- | --- | ---------- | --------------- | -------------------- |
| 50 m frisim     | 23,61    | Sarah Sjöström                                                                                          | Sverige    | 29 juli 2023    | Fukuoka, Japan       |
| 100 m frisim    | 51,71    | Sarah Sjöström                                                                                          | Sverige    | 23 juli 2017    | Budapest, Ungern     |
| 200 m frisim    | 1.52,23  | Ariarne Titmus                                                                                          | Australien | 12 juni 2024    | Brisbane, Australien |
| 400 m frisim    | 3.54,18  | Summer McIntosh                                                                                         | Kanada     | 7 juni 2025     | Victoria, Kanada     |
| 800 m frisim    | 8.04,12  | Katie Ledecky                                                                                           | USA        | 3 maj 2025      | Fort Lauderdale, USA |
| 1500 m frisim   | 15.20,48 | Katie Ledecky                                                                                           | USA        | 16 maj 2018     | Indianapolis, USA    |
| 50 m ryggsim    | 26,86    | Kaylee McKeown                                                                                          | Australien | 20 oktober 2023 | Budapest, Ungern     |
| 100 m ryggsim   | 57,13    | Regan Smith                                                                                             | USA        | 18 juni 2024    | Indianapolis, USA    |
| 200 m ryggsim   | 2.03,14  | Kaylee McKeown                                                                                          | Australien | 10 mars 2023    | Sydney, Australien   |
| 50 m bröstsim   | 29,16    | Rūta Meilutytė                                                                                          | Litauen    | 30 juli 2023    | Fukuoka, Japan       |
| 100 m bröstsim  | 1.04,13  | Lilly King                                                                                              | USA        | 25 juli 2017    | Budapest, Ungern     |
| 200 m bröstsim  | 2.17,55  | Jevgenija Tjikunova                                                                                     | Ryssland   | 21 april 2023   | Kazan, Ryssland      |
| 50 m fjärilsim  | 24,43    | Sarah Sjöström                                                                                          | Sverige    | 5 juli 2014     | Borås, Sverige       |
| 100 m fjärilsim | 54,60    | Gretchen Walsh                                                                                          | USA        | 3 maj 2025      | Fort Lauderdale, USA |
| 200 m fjärilsim | 2.01,81  | Liu Zige                                                                                                | Kina       | 21 oktober 2009 | Jinan, Kina          |
| 200 m medley    | 2.05,70  | Summer McIntosh                                                                                         | Kanada     | 9 juni 2025     | Victoria, Kanada     |
| 400 m medley    | 4.23,65  | Summer McIntosh                                                                                         | Kanada     | 11 juni 2025    | Victoria, Kanada     |
| 4×100 m frisim  | 3.27,96  | Mollie O'Callaghan (52,04) Shayna Jack (51,69) Meg Harris (52,29) Emma McKeon (51,90)                   | Australien | 23 juli 2023    | Fukuoka, Japan       |
| 4×200 m frisim  | 7.37,50  | Mollie O'Callaghan (1.53,66) Shayna Jack (1.55,63) Brianna Throssell (1.55,80) Ariarne Titmus (1.52,41) | Australien | 23 juli 2023    | Fukuoka, Japan       |
| 4×100 m medley  | 3.49,34  | Regan Smith (57.57) Kate Douglass (1:04.27) Gretchen Walsh (54.98) Torri Huske (52.52)                  | USA        | 3 augusti 2025  | Singapore, Singapore |

### Mixed
| Gren           | Rekord  | Rekordinnehavare                                                                    | Land | Datum          | Plats                |
| -------------- | ------- | ----------------------------------------------------------------------------------- | ---- | -------------- | -------------------- |
| 4×100 m frisim | 3.18,48 | Jack Alexy (46,91) Patrick Sammon (46,70) Kate Douglass (52,43) Torri Huske (52,44) | USA  | 2 augusti 2025 | Singapore, Singapore |
| 4×100 m medley | 3.37,43 | Ryan Murphy (52.08) Nic Fink (58,29) Gretchen Walsh (55.18) Torri Huske (51,88)     | USA  | 3 augusti 2024 | Paris, Frankrike     |

## Kortbana (25 m)

### Män
| Gren            | Rekord   | Rekordinnehavare                                                                                | Land        | Datum            | Plats                            |
| --------------- | -------- | ----------------------------------------------------------------------------------------------- | ----------- | ---------------- | -------------------------------- |
| 50 m frisim     | 19,90    | Jordan Crooks                                                                                   | Caymanöarna | 14 december 2024 | Budapest, Ungern                 |
| 100 m frisim    | 44,84    | Kyle Chalmers                                                                                   | Australien  | 29 oktober 2021  | Kazan, Ryssland                  |
| 200 m frisim    | 1.38,61  | Luke Hobson                                                                                     | USA         | 15 december 2024 | Budapest, Ungern                 |
| 400 m frisim    | 3.32,25  | Yannick Agnel                                                                                   | Frankrike   | 15 november 2012 | Angers, Frankrike                |
| 800 m frisim    | 7.20,46  | Daniel Wiffen                                                                                   | Irland      | 10 december 2023 | Otopeni, Rumänien                |
| 1 500 m frisim  | 14.06,88 | Florian Wellbrock                                                                               | Tyskland    | 21 december 2021 | Abu Dhabi, Förenade Arabemiraten |
| 50 m ryggsim    | 22,11    | Kliment Kolesnikov                                                                              | Ryssland    | 23 november 2022 | Kazan, Ryssland                  |
| 100 m ryggsim   | 48,33    | Coleman Stewart                                                                                 | USA         | 29 augusti 2021  | Neapel, Italien                  |
| 200 m ryggsim   | 1.45,63  | Mitch Larkin                                                                                    | Australien  | 27 november 2015 | Sydney, Australien               |
| 50 m bröstsim   | 24,95    | Emre Sakçı                                                                                      | Turkiet     | 27 december 2021 | Gaziantep, Turkiet               |
| 100 m bröstsim  | 55,28    | Ilja Sjymanovitj                                                                                | Belarus     | 26 november 2021 | Eindhoven, Nederländerna         |
| 200 m bröstsim  | 2.00,16  | Kirill Prigoda                                                                                  | Ryssland    | 13 december 2018 | Hangzhou, Kina                   |
| 50 m fjärilsim  | 21,32    | Noè Ponti                                                                                       | Schweiz     | 11 december 2024 | Budapest, Ungern                 |
| 100 m fjärilsim | 47,71    | Noè Ponti                                                                                       | Schweiz     | 11 december 2024 | Budapest, Ungern                 |
| 200 m fjärilsim | 1.46,85  | Tomoru Honda                                                                                    | Japan       | 22 oktober 2022  | Tokyo, Japan                     |
| 100 m medley    | 49,28    | Caeleb Dressel                                                                                  | USA         | 22 november 2020 | Budapest, Ungern                 |
| 200 m medley    | 1.48,88  | Léon Marchand                                                                                   | Frankrike   | 1 november 2024  | Singapore, Singapore             |
| 400 m medley    | 3.54,81  | Daiya Seto                                                                                      | Japan       | 20 december 2019 | Las Vegas, USA                   |
| 4×50 m frisim   | 1.21,80  | Caeleb Dressel (20,43) Ryan Held (20,25) Jack Conger (20,59) Michael Chadwick (20,53)           | USA         | 14 december 2018 | Hangzhou, Kina                   |
| 4×100 m frisim  | 3.01,66  | Jack Alexy (45,05) Luke Hobson (45,18) Kieran Smith (46,01) Chris Guiliano (45,42)              | USA         | 10 december 2024 | Budapest, Ungern                 |
| 4×200 m frisim  | 6.40,51  | Luke Hobson (1.38,91) Carson Foster (1.40,77) Shaine Casas (1.40,34) Kieran Smith (1.40,49)     | USA         | 13 december 2024 | Budapest, Ungern                 |
| 4×50 m medley   | 1.29,72  | Lorenzo Mora (22,65) Nicolò Martinenghi (24,95) Matteo Rivolta (21,60) Leonardo Deplano (20,52) | Italien     | 17 december 2022 | Melbourne, Australien            |
| 4×100 m medley  | 3.18,68  | Miron Lifintsev (49,31) Kirill Prigoda (55,15) Andrej Minakov (48,80) Jegor Kornev (45,42)      | Ryssland    | 15 december 2024 | Budapest, Ungern                 |

### Kvinnor
| Gren            | Rekord   | Rekordinnehavare                                                                              | Land          | Datum            | Plats                            |
| --------------- | -------- | --------------------------------------------------------------------------------------------- | ------------- | ---------------- | -------------------------------- |
| 50 m frisim     | 22,83    | Gretchen Walsh                                                                                | USA           | 15 december 2024 | Budapest, Ungern                 |
| 100 m frisim    | 50,25    | Cate Campbell                                                                                 | Australien    | 26 oktober 2017  | Adelaide, Australien             |
| 200 m frisim    | 1.50,31  | Siobhan Haughey                                                                               | Hongkong      | 16 december 2021 | Abu Dhabi, Förenade Arabemiraten |
| 400 m frisim    | 3.50,25  | Summer McIntosh                                                                               | Kanada        | 10 december 2024 | Budapest, Ungern                 |
| 800 m frisim    | 7.57,42  | Katie Ledecky                                                                                 | USA           | 5 november 2022  | Indianapolis, USA                |
| 1 500 m frisim  | 15.08,24 | Katie Ledecky                                                                                 | USA           | 29 oktober 2022  | Toronto, Kanada                  |
| 50 m ryggsim    | 25,23    | Regan Smith                                                                                   | USA           | 13 december 2024 | Budapest, Ungern                 |
| 100 m ryggsim   | 54,02    | Regan Smith                                                                                   | USA           | 15 december 2024 | Budapest, Ungern                 |
| 200 m ryggsim   | 1.58,04  | Regan Smith                                                                                   | USA           | 15 december 2024 | Budapest, Ungern                 |
| 50 m bröstsim   | 28,37    | Rūta Meilutytė                                                                                | Litauen       | 17 december 2022 | Melbourne, Australien            |
| 100 m bröstsim  | 1.02,36  | Rūta Meilutytė                                                                                | Litauen       | 12 oktober 2013  | Moskva, Ryssland                 |
| 100 m bröstsim  | 1.02,36  | Alia Atkinson                                                                                 | Jamaica       | 6 december 2014  | Doha, Qatar                      |
| 100 m bröstsim  | 1.02,36  | Alia Atkinson                                                                                 | Jamaica       | 26 augusti 2016  | Chartres, Frankrike              |
| 200 m bröstsim  | 2.12,50  | Kate Douglass                                                                                 | USA           | 13 december 2024 | Budapest, Ungern                 |
| 50 m fjärilsim  | 23,94    | Gretchen Walsh                                                                                | USA           | 10 december 2024 | Budapest, Ungern                 |
| 100 m fjärilsim | 52,71    | Gretchen Walsh                                                                                | USA           | 14 december 2024 | Budapest, Ungern                 |
| 200 m fjärilsim | 1.59.32  | Summer McIntosh                                                                               | Kanada        | 12 december 2024 | Budapest, Ungern                 |
| 100 m medley    | 55,11    | Gretchen Walsh                                                                                | USA           | 13 december 2024 | Budapest, Ungern                 |
| 200 m medley    | 2.01,63  | Kate Douglass                                                                                 | USA           | 10 december 2024 | Budapest, Ungern                 |
| 400 m medley    | 4.15,48  | Summer McIntosh                                                                               | Kanada        | 14 december 2024 | Budapest, Ungern                 |
| 4×50 m frisim   | 1.32,50  | Ranomi Kromowidjojo (23,05) Maaike de Waard (23,16) Kim Busch (23,47) Femke Heemskerk (22,82) | Nederländerna | 12 december 2020 | Eindhoven, Nederländerna         |
| 4×100 m frisim  | 3.25,01  | Kate Douglass (50,95) Katharine Berkoff (51,38) Alex Shackell (52,01) Gretchen Walsh (50,67)  | USA           | 10 december 2024 | Budapest, Ungern                 |
| 4×200 m frisim  | 7.30,13  | Alex Walsh (1.53,25) Paige Madden (1.53,18) Katie Grimes (1.53,39) Claire Weinstein (1.50,31) | USA           | 12 december 2024 | Budapest, Ungern                 |
| 4×50 m medley   | 1.42,35  | Mollie O'Callaghan (25,49) Chelsea Hodges (29,11) Emma McKeon (24,43) Madison Wilson (23,32)  | Australien    | 17 december 2022 | Melbourne, Australien            |
| 4×100 m medley  | 3.40,41  | Regan Smith (54,02) Lilly King (1.03,02) Gretchen Walsh (52,84) Kate Douglass (50,53)         | USA           | 15 december 2024 | Budapest, Ungern                 |

### Mixed
| Gren           | Rekord  | Rekordinnehavare                                                                                   | Land      | Datum            | Plats                 |
| -------------- | ------- | -------------------------------------------------------------------------------------------------- | --------- | ---------------- | --------------------- |
| 4×50 m frisim  | 1.27,33 | Maxime Grousset (20,92) Florent Manaudou (20,26) Béryl Gastaldello (23,00) Mélanie Henique (23,15) | Frankrike | 16 december 2022 | Melbourne, Australien |
| 4×50 m medley  | 1.35,15 | Ryan Murphy (22,37) Nic Fink (24,96) Kate Douglass (24,09) Torri Huske (23,73)                     | USA       | 14 december 2022 | Melbourne, Australien |
| 4×100 m medley | 3.30,47 | Miron Lifintsev (48,90) Kirill Prigoda (54,86) Arina Surkova (55,63) Darja Klepikova (51,08)       | Ryssland  | 14 december 2024 | Budapest, Ungern      |

## Flest rekord

### Länder
| Nation         | Antal rekord | Män  | Män  | Kvinnor | Kvinnor | Mixed | Mixed |
| Nation         | Antal rekord | Lång | Kort | Lång    | Kort    | Lång  | Kort  |
| -------------- | ------------ | ---- | ---- | ------- | ------- | ----- | ----- |
| USA            | 25           | 6    | 8    | 6       | 4       |       | 1     |
| Australien     | 16           |      | 3    | 6       | 6       | 1     |       |
| Kina           | 6            | 4    |      | 1       | 1       |       |       |
| Ungern         | 5            | 1    | 1    | 1       | 2       |       |       |
| Tyskland       | 4            | 2    | 2    |         |         |       |       |
| Ryssland       | 4            | 1    | 2    | 1       |         |       |       |
| Sverige        | 3            |      |      | 3       |         |       |       |
| Italien        | 3            | 1    | 2    |         |         |       |       |
| Storbritannien | 3            | 2    |      |         |         | 1     |       |
| Frankrike      | 3            | 1    | 1    |         |         |       | 1     |
| Litauen        | 3            |      |      | 1       | 2       |       |       |
| Kanada         | 3            |      |      | 1       | 2       |       |       |
| Brasilien      | 2            | 1    | 1    |         |         |       |       |
| Japan          | 2            |      | 2    |         |         |       |       |
| Nederländerna  | 2            |      |      |         | 2       |       |       |
| Jamaica        | 2            |      |      |         | 2       |       |       |
| Spanien        | 2            |      |      |         | 2       |       |       |
| Ukraina        | 1            | 1    |      |         |         |       |       |
| Irland         | 1            |      | 1    |         |         |       |       |
| Hongkong       | 1            |      |      |         | 1       |       |       |
| Turkiet        | 1            |      | 1    |         |         |       |       |
| Belarus        | 1            |      | 1    |         |         |       |       |

### Män
| Antal rekord | Namn                   | Nationalitet   | Distans, bana |
| ------------ | ---------------------- | -------------- | --- |
| 6            | Caeleb Dressel (2021)  | USA            | 100 m fjärilsim (långbana) 4×100 m medley (långbana) 50 m frisim (kortbana) 100 m fjärilsim (kortbana) 100 m medley (kortbana) 4×50 m frisim (kortbana) |
| 3            | Ryan Murphy (2022)     | USA            | 4×100 m medley (långbana) 4×100 m medley (kortbana) 4×50 m mixad medley (kortbana)                                                                      |
| 3            | Kyle Chalmers (2022)   | Australien     | 4×100 m mixad frisim (långbana) 100 m frisim (kortbana) 4×100 m medley (kortbana)                                                                       |
| 3            | Adam Peaty (2021)      | Storbritannien | 50 m bröstsim (långbana) 100 m bröstsim (långbana) 4×100 m mixad medley (långbana)                                                                      |
| 3            | Ryan Lochte (2012)     | USA            | 200 m medley (långbana) 4×200 m frisim (långbana) 200 m medley (kortbana)                                                                               |
| 3            | Paul Biedermann (2009) | Tyskland       | 200 m frisim (långbana) 400 m frisim (långbana) 200 m frisim (kortbana)                                                                                 |

### Kvinnor
| Antal rekord | Namn (senaste rekord)     | Nationalitet | Distans, bana |
| ------------ | ------------------------- | ------------ | --- |
| 7            | Mollie O'Callaghan (2022) | Australien   | 200 m frisim (långbana) 4x100 m frisim (långbana) 4×200 m frisim (långbana) 4×100 m mixad frisim (långbana) 4x100 m frisim (kortbana) 4x200 m frisim (kortbana) 4×50 m medley (kortbana) |
| 4            | Katie Ledecky (2022)      | USA          | 800 m frisim (långbana) 1 500 m frisim (långbana) 800 m frisim (kortbana) 1 500 m frisim (kortbana)                                                                                      |
| 3            | Kaylee McKeown (2023)     | Australien   | 50 m ryggsim (långbana) 200 m ryggsim (långbana) 200 m ryggsim (kortbana) |
| 3            | Sarah Sjöström (2023)     | Sverige      | 50 m frisim (långbana) 100 m frisim (långbana) 50 m fjärilsim (långbana) |
| 3            | Rūta Meilutytė (2023)     | Litauen      | 50 m bröstim (långbana) 50 m bröstsim (kortbana) 100 m bröstsim (kortbana) |
| 3            | Katinka Hosszú (2017)     | Ungern       | 200 m medley (långbana) 100 m medley (kortbana) 200m medley (kortbana) |